# Outlaws of the Orient
Pour plus de détails, voir Fiche technique et Distribution.
Outlaws of the Orient est un film américain réalisé par Ernest B. Schoedsack, sorti en 1937.

## Fiche technique
- Titre : Outlaws of the Orient
- Réalisation : Ernest B. Schoedsack
- Scénario : Ralph Graves, Charles F. Royal (en) et Paul Franklin
- Photographie : James S. Brown Jr. (en)
- Production : Larry Darmour (en)
- Pays d'origine : États-Unis
- Format : Noir et blanc - 1,37:1 - Mono
- Genre : aventure
- Durée : 61 minutes
- Date de sortie : 1937

## Distribution
- Jack Holt : Chet Eaton
- Mae Clarke : Joan Manning
- Harold Huber : Bandit General Ho-Fang
- Ray Walker : 'Lucky' Phelps
- James Bush (en) : Johnny Eaton
- Joseph Crehan : Snyder
- Beatrice Roberts : Alice
- Tom London : Red